# Bleidenbach (Weil)
Der Bleidenbach ist ein knapp sechseinhalb Kilometer langer, südsüdöstlicher und linker Zufluss der Weil im hessischen Landkreis Limburg-Weilburg auf dem Gebiet der Gemeinde Weilmünster. Er entsteht in dem Weilmünsterer Ortsteil Laubuseschbach aus dem Zusammenfluss von Eschbach und Dernbach.

## Geographie

### Quellbäche

#### Eschbach
Der Eschbach ist der etwa 1,1 km lange, westsüdwestliche und linke Quellbach des Bleidenbachs. Er wird auch als dessen Oberlauf angesehen. 
Der Eschbach entspringt im Hasselborner Hintertaunus auf einer Höhe von 289 m ü. NHN in einer Wiese nordöstlich des Neufelder Hofes und gut einen halben Kilometer westlich des Dorfs Laubuseschbach (◒).
Er fließt begleitet vom Eschbacher Weg knapp einen halben Kilometer in ostnordöstlicher Richtung durch das Grünland der Flur In der Saalwiese und wird dann östlich der Straße Am alten Born auf seiner rechten Seite von einem Bächlein gespeist. Bei der Flur In der Eschbach  erreicht der Bach dann die Ortschaft, verschwindet kurz danach in der Flur Am Kramberg verrohrt in den Untergrund und vereinigt sich westlich der Ecke Laubusstraße/Bachstraße auf einer Höhe von etwa 263 m mit dem Dernbach zum Bleidenbach.

#### Dernbach
Der Dernbach ist der etwa 1,5 km lange, südöstliche und rechte Quellbach des Bleidenbachs. Er wird auch als dessen Zufluss angesehen.

### Verlauf
Der vereinigte Bleidenbach passiert zunächst in Richtung Norden das Dorf und läuft dann begleitet von der L 3054 in der Flur Im Grund durch einen Grünstreifen, der rechts und links durch Wald gesäumt wird am westlichen Fuße des Hühnerküppels (389 m) entlang. Er wechselt nun seine Laufrichtung nach Nordnordwesten, zieht dann durch die Flur In der Niedern Eschbach, unterquert danach die Kreisstraße 444 (Schuldheissenstraße) und läuft durch die Flur Im Rühl. Etwa einen Kilometer bachabwärts wird er auf seiner linken Seite vom aus dem Nordwesten kommenden Mehlbach gespeist. Der Bleidenbach fließt nun in Richtung Nordwesten durch die Flur Am Stock am nördlichen Fuße der Anhöhe Hochwald (364 m) entlang. Südlich des Mehlbachberges und westlich des Riesenkopfes kreuzt er die K 443. Bei der Spitzenmühle fließt ihm kurz danach auf seiner rechten Seite der aus dem Süden kommende Burbach zu. Der Bleidenbach läuft nun nordwärts durch die Flur Auf der Bleidenbach und dann durch die Flur Lohmühlberg. Bei der Prösermühle wird er links vom aus dem Westnordwesten heranziehenden Kombach gestärkt.
Der Bleidenbach fließt nun nordnordostwärts durch die Flur Müllersau und erreicht dann den Südrand des Marktfleckens Weilmünster. Er passiert die Ortschaft unterirdisch verrohrt, taucht dann nördlich der Ecke Am Froschgraben/Am Bleidenbach wieder an der Oberfläche auf und mündet schließlich nördlich außerhalb der Ortslage von Weilmünster auf einer Höhe von etwa und etwa 175 m in die aus dem Südsüdosten heranziehenden Weil. Ungefähr zweihundert Meter südsüdöstlich mündet auf der anderen Seite der Eppenbach in die Weil.

### Zuflüsse
- Mehlbach (links), 1,3 km
- Burbach (rechts), 1,5 km
- Kombach (links), 2,1 km

## Daten
Der Bleidenbach ist ein grobmaterialreicher und silikatischer Mittelgebirgsbach. Sein Einzugsgebiet ist 13,861 km² groß. Er entwässert über die Weil, die Lahn und den Rhein in die Nordsee. Der Höhenunterschied von seiner Quelle bis zu seiner Mündung beträgt 88 m, was bei einer Lauflänge von 6,4 km einem mittleren Sohlgefälle von 13,8 ‰ entspricht.

## Ökologie

### Schutzgebiet
Der Bleidenbach durchfließt das 142,44 ha große SG FFH-Gebiet Waldgebiete südwestlich von Weilmünster.
In den dortigen Hainsimsen-Buchen-, Labkraut-Eichen-Hainbuchen- und Schlucht- und Hangmischwäldern mit den stehenden und liegenden Totholz, Höhlenbäumen und lebensraumtypischen Baumarten sowie in den feuchten Hochstaudenfluren und mageren Flachland-Mähwiesen leben und gedeihen zahlreiche Pflanzen- und Tierarten. So kommen dort unter anderen die Bechsteinfledermaus, das Große Mausohr, der Dunkle und der Helle Wiesenknopf-Ameisenbläuling vor.

### Gülle-Unfall 2017
Am 5. Oktober 2017 vormittags flossen aufgrund eines Lecks eines Silos einer Biogasanlage auf dem Hof eines landwirtschaftlichen Betriebes in Laubuseschbach in der Gemeinde Weilmünster 500 von insgesamt 600 Kubikmetern Gülle in das Gewässer. Der Fischbestand wurde dabei komplett vernichtet. Von dort gelangte die Gülle mit ihren hohen Gehalten an gebundenem Stickstoff, Phosphor, Kalium in die Weil und auch dort kam es zu einem Fischsterben. Zur Regenerierung des Bleidenbachs, der Weil und der Lahn wurde von den Behörden eine Fachfirma beauftragt, die den Bach säubern und die beiden Flüsse fachgerecht spülen soll.

### Bachpate
Der Bach wird vom Fischerei-Sportverein Oberlahn 1885 betreut.